# Loral O'Hara
Loral Ashley O'Hara (Houston, 3 maggio 1983) è un'astronauta statunitense.
Il 15 settembre 2023 è partita per la sua prima missione spaziale di sei mesi Sojuz MS-24 (Expedition 69/70) a bordo della Stazione spaziale internazionale.

## Biografia

### Carriera accademica
Dopo essersi diplomata alla Clements High School a Sugar Land, si è laureata in ingegneria aerospaziale all’Università del Kansas a Lawrence. Nel 2003  ha lavorato come stagista presso il Jet Propulsion Laboratory della NASA, ha partecipato alla NASA Academy presso Goddard Space Flight Center nel 2004 e al programma KC-135 Reduced Gravity Student Flight della NASA nel 2005. Dal 2006 al 2007, ha lavorato per Rocketplane Limited in Oklahoma City, come ingegnere progettuale. Nel 2009 ha conseguito un master in aeronautica e astronautica all'Università Purdue nel West Lafayette in Indiana, per poi contribuire alla progettazione del sistema meccanico, all’ingegneria dei sistemi e alla certificazione navale del sommergibile Alvin sino al 2013. Dal 2015 ha lavorato al Stone Aerospace a Austin in Texas, come ingegnere di progetto. Al momento della selezione come astronauta, O’Hara era un ingegnere ricercatore nelle operazioni del veicolo controllato da remoto Jason e contribuendo a diversi progetti di sviluppo per sistemi subacquei al Woods Hole Oceanographic Institution a Woods Hole nel Massachusetts.

### Carriera alla NASA
È stata selezionata nel Gruppo 22 degli astronauti NASA il 7 giugno 2017. Ad agosto 2017 ha preso servizio al Johnson Space Center della NASA per iniziare l'addestramento base come candidata astronauta che durò due anni e cinque mesi, fino a gennaio 2020. Da quel momento in poi ha lavorato per l'Ufficio astronauti della NASA, in attesa di essere assegnata a una missione spaziale. Alla conclusione dell'addestramento ha ricoperto il ruolo di Direttore delle operazioni dell'Ufficio Astronauti NASA in Russia.

#### Sojuz MS-23 (Expedition 69/70)
È stata assegnata come ingegnere di volo dell'equipaggio della Sojuz MS-23, poi slittata alla Sojuz MS-24 a causa dell'incidente della Sojuz MS-22. Durante la sua permanenza nello spazio ha partecipato alla missione di sei mesi Expedition 69/70 a bordo della Stazione spaziale internazionale. Ha fatto ritorno sulla Terra il 6 aprile 2024 dopo 203 giorni in orbita.

## Vita privata
O'Hara è nata a Houston, Texas, ma è cresciuta a Sugar Land. È un pilota privato, soccorritore negli ambienti selvaggi. Nel tempo libero le piace lavorare in garage, viaggiare, surfare, fare immersioni, volare, andare in barca, sciare, fare escursioni, speleologia, leggere e dipingere.